# Catoria linearia
Catoria linearia là một loài bướm đêm trong họ Geometridae.